# Seleção Guianense de Voleibol Masculino
A seleção guianense de voleibol masculino é uma equipe sul-americana composta pelos melhores jogadores de voleibol da Guiana. A equipe é mantida pela Federação de Voleibol da Guiana (em língua inglesa, Guyana Volleyball Federation). A equipe não consta no ranking mundial da FIVB segundo dados de 22 de julho de 2013.